# История почты и почтовых марок Индонезии

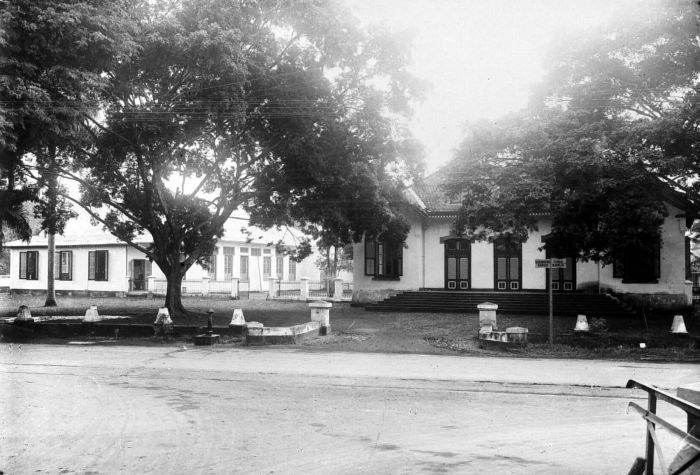
Батавия (Джакарта). Типография «Reproductiebedrijf Kadaster Geo-Informatie, где печатали История почты и почтовых марок Голландской Ост-Индии

История почты и почтовых марок Индонезии охватывает развитие почтовой связи в Индонезии, государстве в Юго-Восточной Азии и Океании, состоящего из 17 508 островов, со столицей в Джакарте. Эту историю можно условно подразделить на этапы, соответствующие колониальной зависимости (1800—1942), японской оккупации (1942—1945), национально-освободительной борьбе (1945—1949) и независимости Индонезии (с 1945). Почтовые марки на территории Индонезии находятся в обращении с колониальных времён — с 1864 года, а в 1877 году страна присоединилась ко Всемирному почтовому союзу (ВПС). Современным почтовым оператором страны является государственная компания Pos Indonesia.

## Развитие почты
Первая почтовая контора на территории Голландской Ост-Индии была основана Густавом Вильгельмом фон Имгофом, губернатором Батавии (ныне — Ява). Эту контору открыли 26 августа 1746 года в городе Батавия (так до 1949 года называлась Джакарта). В 1750 году почтовое отделение появилось также в Семаранге, а в дальнейшем — в Караванге, Чиребоне и Пекалонгане.
В 1845—1846 годах для этой почтовой службы выпускались особые наклейки с надписью: нидерл. «Aangebragt per Land-Mail. Te betalen port f ___ koper. Batavia, ___» («Доставлено почтой. Оплатить почтовый сбор … г(ульден). Батавия»). На этих этикетках от руки проставляли сумму, которую должен быть уплатить адресат. По сути это были первые доплатные марки. Наклейки изъяли из обращения в январе 1847 года.
1 мая 1877 года Голландская Ост-Индия была принята в ряды ВПС. В 1906 году колониальными властями была организована Почтово-телеграфная и телефонная служба (сокращённо ПТТ; Post- Telegraaf- en Telefoondienst).
Почтовая администрация, ПТТ, независимой Индонезии была официально учреждена 27 сентября 1945 года, после провозглашения государственной независимости и национализации головного почтового офиса в Бандунге[≡], ранее подчинявшегося японским оккупационным властям. В 1961 году ПТТ была объявлена государственной компанией индон. Perusahaan Negara (PN) Pos dan Telekomunikasi, а в 1965 году разделена на два самостоятельных предприятия — почтово-банковское (PN Pos dan Giro; с 1978 — Perum Pos dan Giro) и электросвязи. В июне 1995 года была создана нынешняя компания PT Pos Indonesia (Persero).

## Выпуски почтовых марок

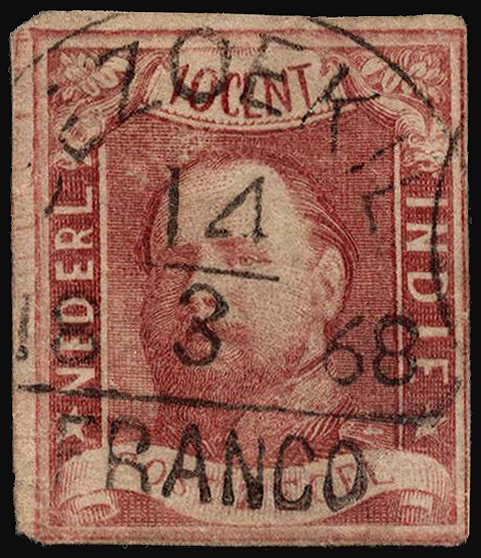
Первая История почты и почтовых марок Голландской Ост-Индии (1864)

Эмиссия индонезийских почтовых марок началась в 1864 году, когда в обращение поступила первая почтовая марка Голландской Ост-Индии. В целом, история индонезийской почтовой марки может рассматриваться в рамках следующих периодов:
1. Голландская Ост-Индия.
2. Японская оккупация.
3. Война за независимость.
4. Период независимости (с 1945, включая эпоху правления Сухарто, или «Нового порядка»[англ.] (1966—1998), и по настоящее время).

### Голландская Ост-Индия
Первая почтовая марка Голландской Ост-Индии номиналом в 10 центов была отпечатана в Утрехте (Нидерланды) 1 апреля 1864 года. На беззубцовой марке, выполненной голландским художником Т. В. Кайзер (T. W. Kaiser), был запечатлён король Нидерландов Виллем III. С 1864 по 1920 год на почтовых марках колонии изображались лишь король и королева Нидерландов. В 1921 году вышла серия почтовых марок, которая имела иной рисунок. Это были марки нетонущей почты (нидерл. brandkastzegels) и специально предназначалась для оплаты дополнительного почтового сбора за пересылку почтовых отправлений морем в водонепроницаемых железных сейфах. Почтовые марки, выпущенные в более поздние годы, стали чаще показывать культуру и географию архипелага. В период Голландской Ост-Индии почтовые марки печатались в Голландии фирмой Joh. Enschedé & Zoner из Харлема. Часть марок изготовляли в Батавии (Джакарта) типографией «Reproductiebedrijf Topografische Dienst». Марки в основном печатались в один или два цвета.

### Японская оккупация
Японская военная администрация в военных условиях не могла сразу выпустить новые почтовые марки. Самым быстрым решением было производство надпечаток на множестве имевшихся в наличии голландских колониальных марок. Стандартные марки начали выпускать в 1943 году; на них были изображены традиционные дома, танцовщица, храм, вид на рисовое поле и т. д. Рисунок некоторых марок был выполнен Диком Рулем (Dick Ruhl), некоторых — одним из самых известных художников Индонезии Басуки Абдуллой (Basuki Abdullah).

Марки японской оккупации Индонезии (Явы), эмитированные 9 марта 1943 года
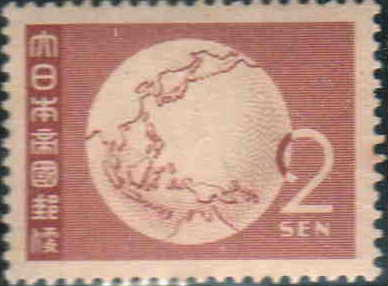
2 сена
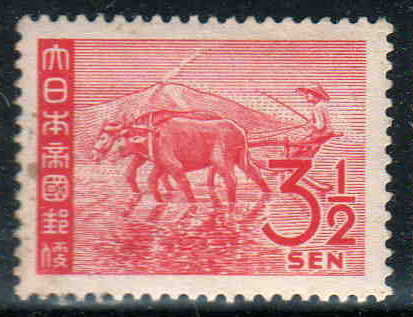
3,5 сена
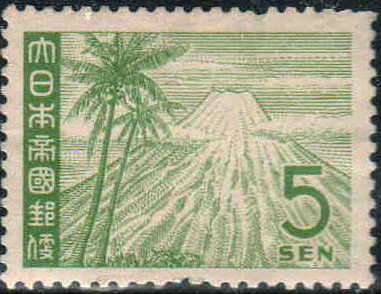
5 сенов
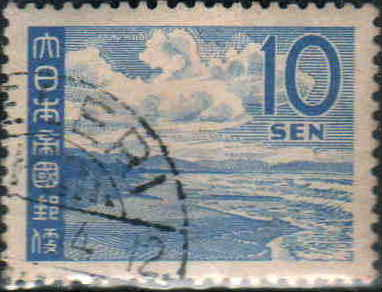
10 сенов

### Война за независимость
Как случалось и раньше, запасы почтовых марок Голландской Ост-Индии и японских оккупационных выпусков оставались в штаб-квартире ПТТ и в других почтовых отделениях страны. Эти почтовые марки были выпущены в обращение после надпечатки на них слов типа «Repoeblik Indonesia» («Республика Индонезия»), «Rep. Indonesia» («Респ. Индонезия»), «Rep. Indonesia PTT» («Респ. Индонезия ПТТ»), «NRI» («НРИ») и «RI» («РИ»).

### Независимость
Первые почтовые марки, изданные Индонезийской почтовой администрацией после провозглашения независимости Индонезии 17 августа 1945 года, появились 1 декабря 1946 года. На двух марках, эмитированных в ознаменование шести месяцев независимости, были изображены разъярённый бык и бык с индонезийским флагом. Марки были отпечатана в Джокьякарте в одном цвете и в двух цветах способом простой печати. Большинство индонезийских почтовых марок этого периода были изготовлены или надпечатывались в Джакарте, Бандунге, Джокьякарте, Пематангсиантаре, Паданге, Палембанге и Ачехе.
В стремлении противостоять повторной колонизации страны голландцами и заручиться международной поддержкой и признанием Индонезия в 1948 году выпустила революционную серию почтовых марок. Она была изготовлена Австрийской государственной типографией в Вене и американской компанией E. W. Wright Banknote Co. в Филадельфии (США). Марки были напечатаны способом фотогравюры и металлографии.
В 1954 году открылась первая современная индонезийская типография «Pertjetakan Kebajoran», что стало отправной точкой в производстве почтовых марок в самой Индонезии. Появились местные художники марок, такие как Амат бин Джупри (Amat bin Djupri), Курния энд Кок (Kurnia & Кок), Джуналис (Junalies) и др. В этот период правительство заказывало разработку дизайна и производство почтовых марок в типографии «Pertjetakan Kebajoran», а на ПТТ была возложена обязанность рассылать почтовые марки во все почтовые отделения страны.
Впоследствии почтовые марки печатались компанией Perum Peruri (The Indonesian Government Security Printing and Mint Corp.), образовавшейся в результате слияния двух государственных компаний: PN Pertjetakan Kebajoran и PN Artha Djaja (Государственный монетный двор).

### Тематика
В первые годы «Нового порядка», предшествовавшие объявлению правительством Индонезии Первого пятилетнего плана (1969—1974), почтовая администрация страны выпустила относительно большое количество почтовых марок самой разной тематики. В последующие годы общая тематика почтовых марок, выпущенных при «Новом порядке», стремилась отразить национальный рост и развитие в области общественной деятельности, искусства, культуры и туризма. Эти темы можно обобщить следующим образом:
- Сельское хозяйство.
- Промышленность.
- Транспорт и связь.
- Торговля, кооперативы и бизнес.
- Права рабочих и права человека.
- Народонаселение и планирование семьи.
- Социальное обеспечение.
- Женщины, дети и здравоохранение.
- Молодёжь и спорт.
- Образование и информация.
- Культура и туризм.
- Политика, право, национальная безопасность и международные отношения.
- Развитие сельской местности и окружающая среда.
- Наука и технологии.
- Религия.

Примеры почтовых марок Индонезии 1950-х — 1970-х годов
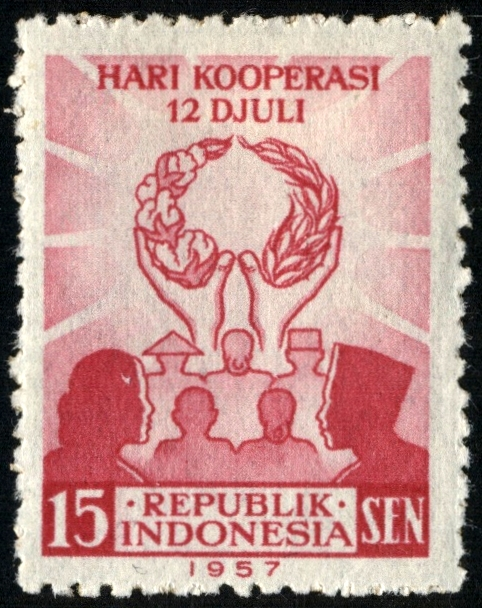
День кооперативов (1957)
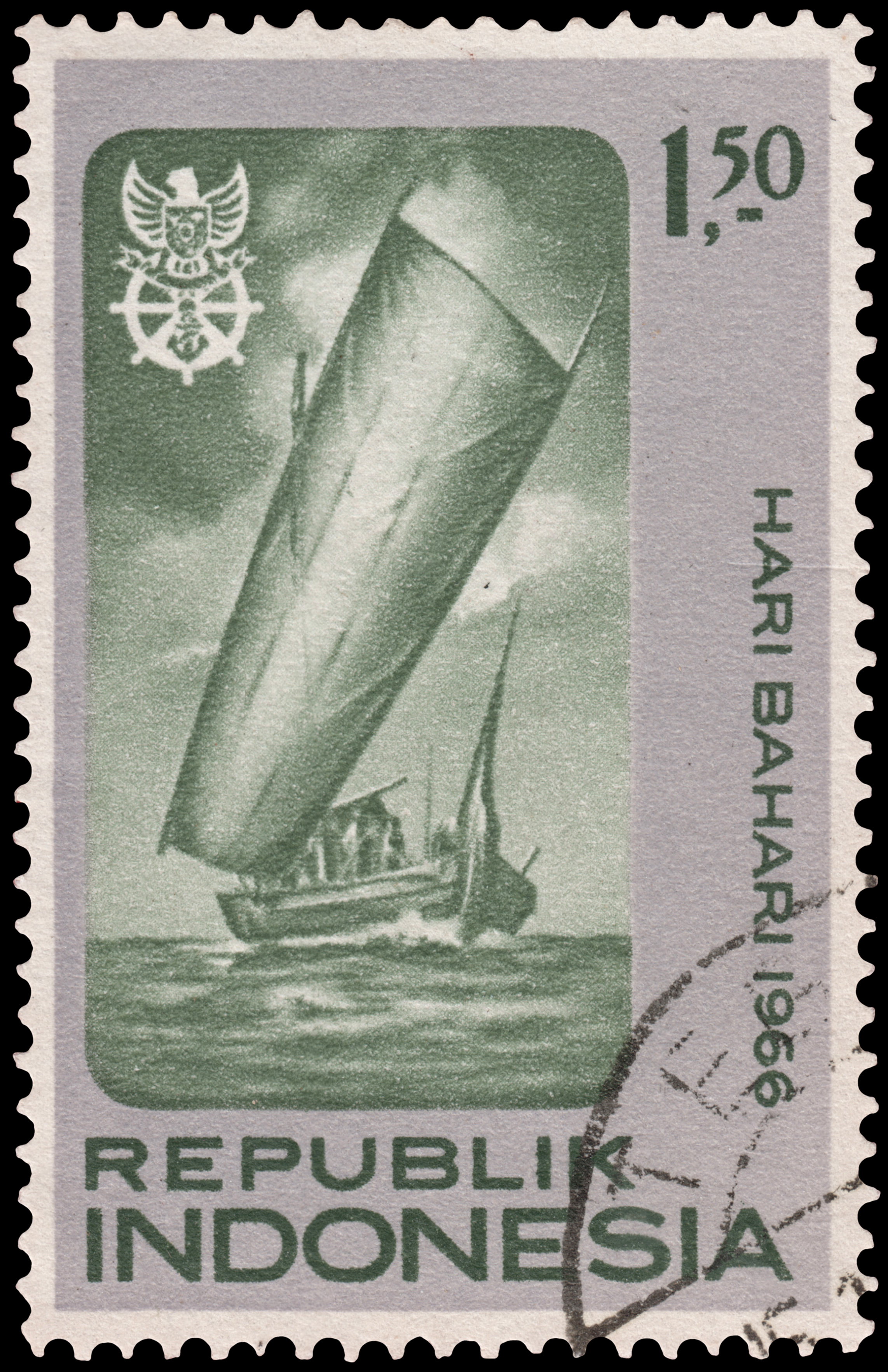
День моря (1966)
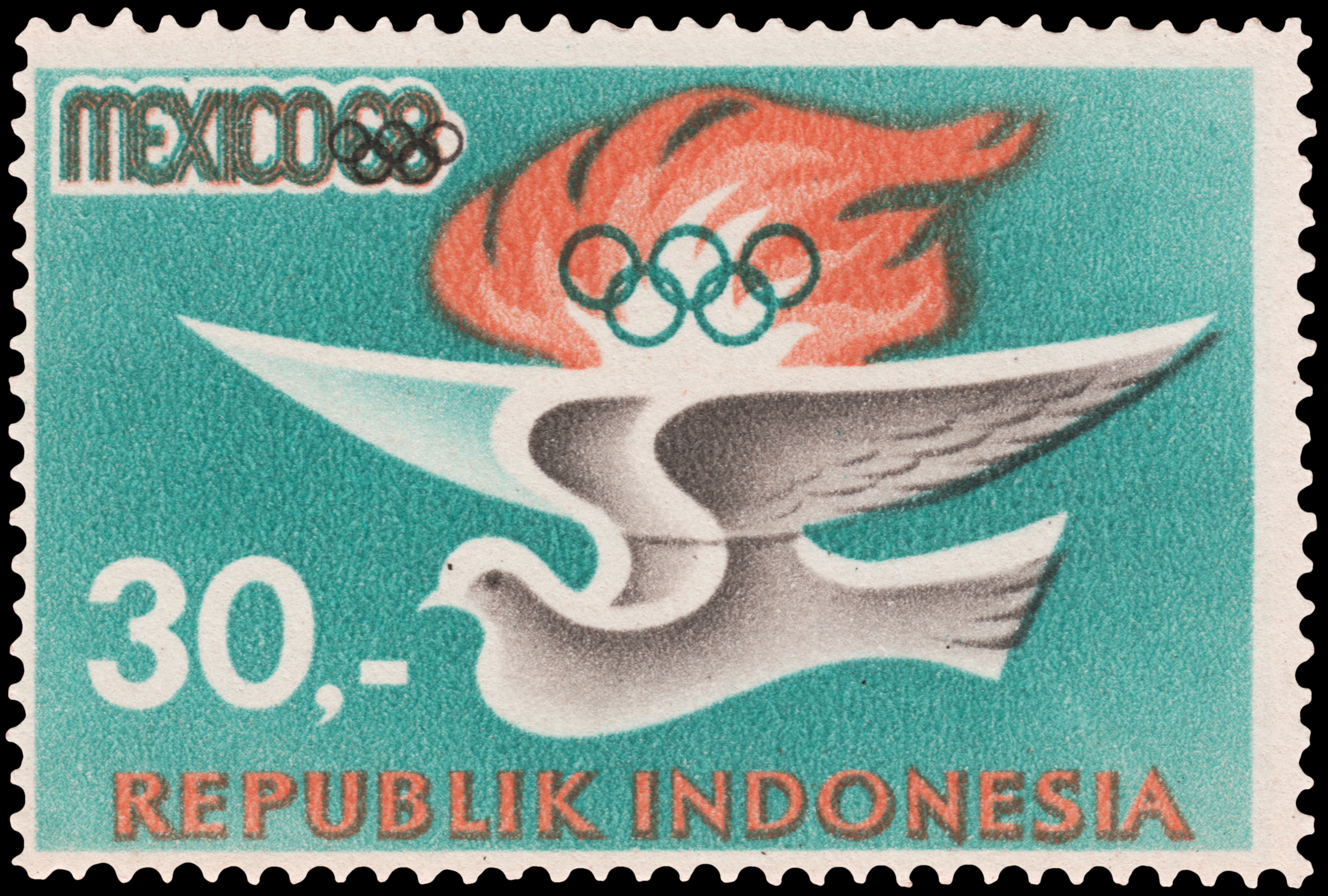
XIX летние Олимпийские игры в Мехико (1968)
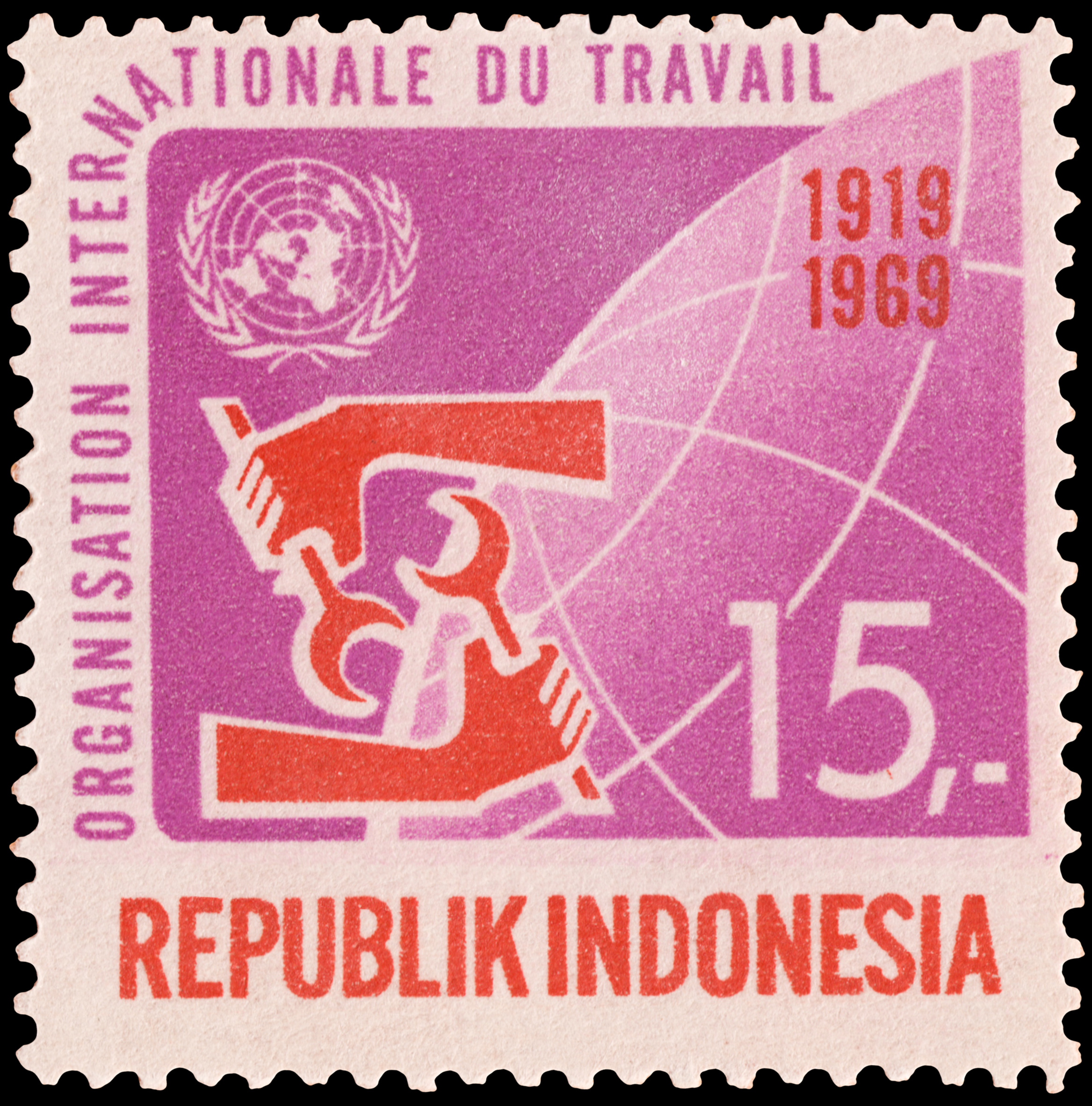
Международная организация труда (1969)
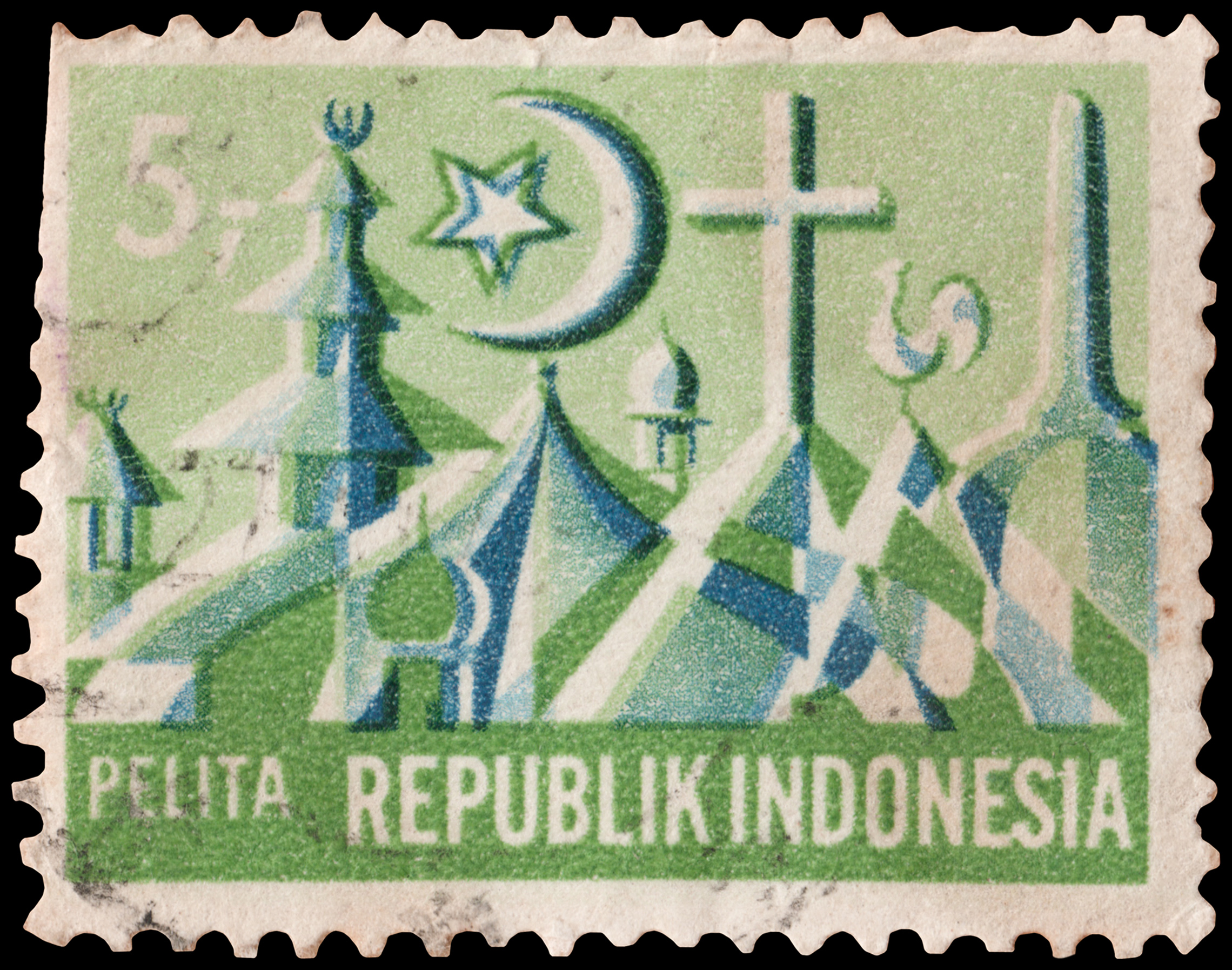
Первый пятилетний план (1969).  Гармония религий
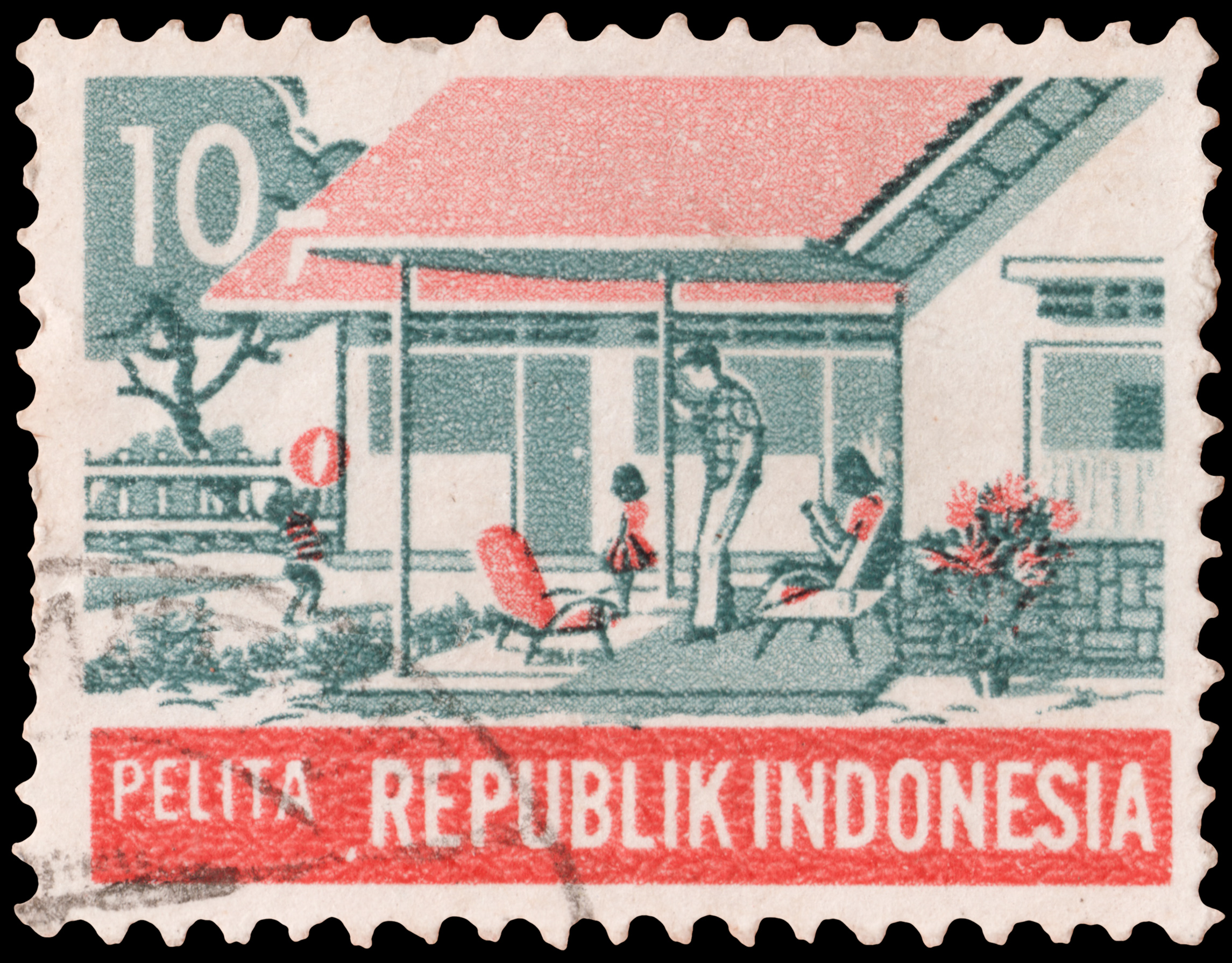
То же. Семья
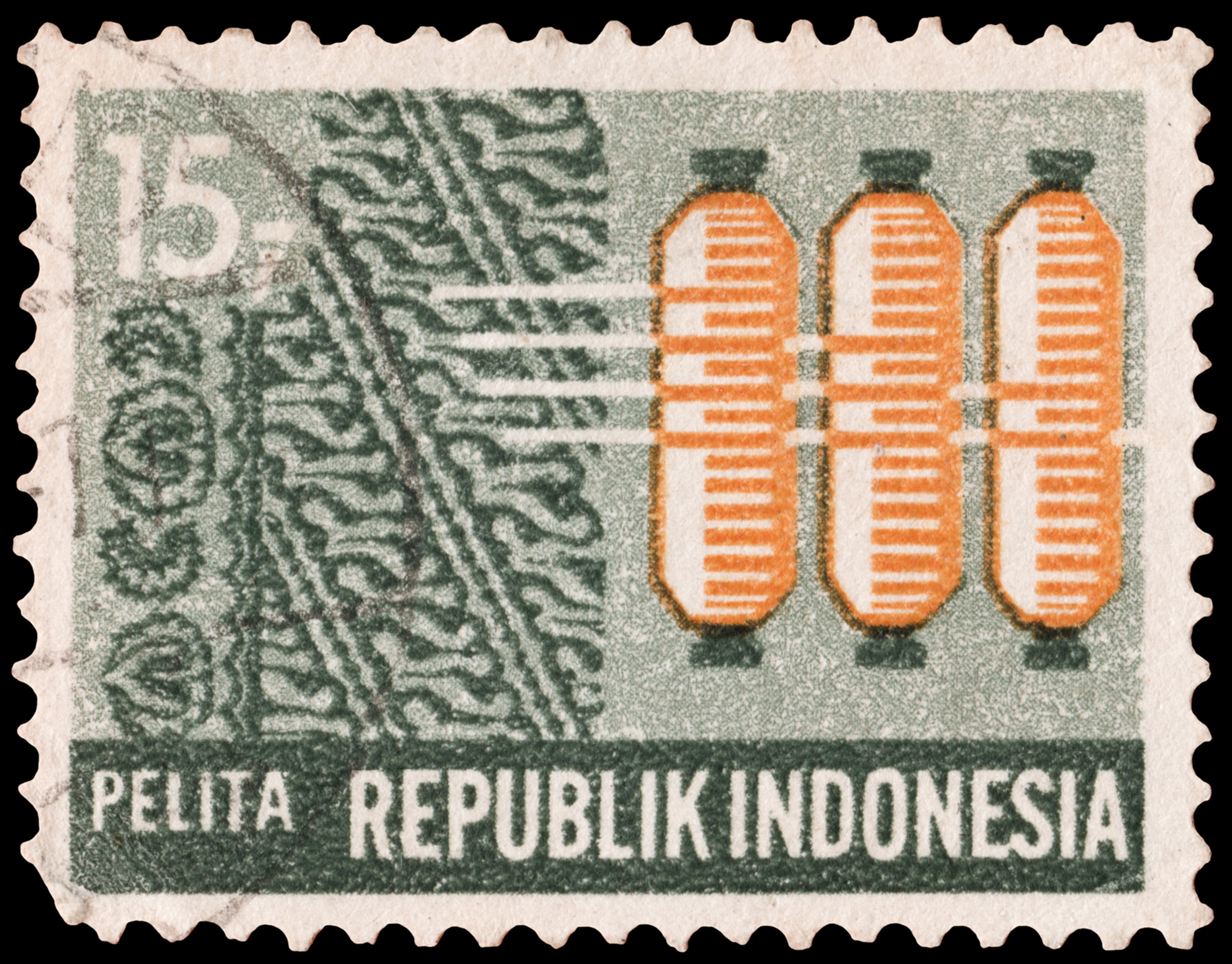
То же. Промышленность

Таким образом, индонезийские почтовые марки, которые вначале служили доказательством оплаты почтовых расходов, со временем начали также выполнять другие задачи и функции.